# Kiricephalus coarctatus
Kiricephalus coarctatus är en kräftdjursart som först beskrevs av Diesing 1850.  Kiricephalus coarctatus ingår i släktet Kiricephalus och familjen Porocephalidae. Inga underarter finns listade i Catalogue of Life.